# Kanat de Mekhtuli
El Kanat de Mkehtuli fou un kanat del Caucas al Daguestan, a l'est del Kanat Àvar i just al sud de Xamkhalat dels Kazi Kumuk, amb capital a Jengutay (Jenguti).
El Xamkhal Adil Giray de Tarki es va revoltar el 1725 però fou derrotat i deportat a Lapònia (1725) i el Xamkhalat fou abolit i es van crear els kanats de Mekhtuli i Bammatulah. Els turcs van enviar als tàtars de Crimea a la zona però foren rebutjats pels russos i Turquia va haver de renunciar a les seves pretensions. El kanat de Mekhtuli (rus Mehtulin) va agafar el nom del seu fundador Kara Mekhti. Aquest era de la família dels xamkhals dels Kazi Kumuk, però se'n havia distanciat i s'havia establert a Aimaki, i amb el temps va sotmetre Okhli, Dorgeli i Jengutai. Els russos hi van afegir la comarca de Jengutai, Durangi, Apshi, Akhkent, Kuletsma, Chogly, Kara Shuga, Paraul i Urma. Quan el 1732 el xamkhalat fou restablert a causa de l'evacuació russa davant el temor a Nàdir-Xah de Pèrsia, el kanat de Mekhtuli va subsistir i la capital va passar a Jengutai.
Als primers anys residia a Aimaki i es conformava amb alguns oferiments dels pobladors sotmesos però amb el temps els va començar a exigir més. Els pobles es van repartir les càrregues i els més pobres en lloc d'aportar béns aportaven soldats per la guàrdia del kan i per funcions policials. El kan va adquirir moltes terres i zones de pastura. Aquestes les llogava als habitants i obtenia un redit notable. Els àvars vivien al Alt Jengutai i els kumyks al Baix Jengutai; dargins i laks poblaven la resta del kanat. El càrrec de kan va esdevenir hereditari i els kans de Mekhtuli van emparentar als kans de Kazi Kumukh i als kans de Khuzakh. Tishsiz-Bammat de Kazanish fou kan de Mekhtuli en aquest temps. El 1774 era kan Ali Sultan.

## Guerra del Caucas
El 1816 el general Aleksei Iermolov fou nomenat governador de Geòrgia i el Caucas, comandant em cap dels cossos georgians i ambaixador a la cort persa. Iermolov va envair el 1817 el kanat de Mekhtuli i va fer fugir el kan cap a les muntanyes i el 1818 va annexionar una part del kanat i la resta el va incorporar al Xamkhalat de Tarki, l'únic dels estats del Daguestan que romania lleial a Rússia. Únicament el txetxens seguien resistint.
A la mort del kan de Mekhtuli, Hasan Khan, els russos van concedir el territori que restava al seu fill que va anar a trobar a Ermolov per oferir-li la seva més absoluta lleialtat. Ahmad Khan de Mekhtuli fou després nomenat kan Àvar el 1836 el que va desencadenar una disputa amb el regent Haji Murat; Ahmad va denunciar falsament a aquest com col·laborador de l'imam Xamil (novembre de 1840) i Haji Murat es va revoltar llavors contra els russos i es va aliar amb Xamil, combatent fins al 1851 quan va tornar a l'obediència als russos després d'un conflicte amb Xamil. Ahmad va dominar una part del kanat (el país de Mekhtuli d'on era originari) fins que va morir vers 1842.